# EHF Challenge Cup der Frauen 2006/07
Am EHF Challenge Cup 2006/07 nahmen 26 Handball-Vereinsmannschaften teil, die sich in der vorangegangenen Saison in ihren Heimatländern für den Wettbewerb qualifiziert hatten. Es war die 7. Austragung des Challenge Cups unter diesem Namen. Die Pokalspiele begannen am 13. Oktober 2006, das Rückrundenfinale fand am 20. Mai 2007 statt. Titelverteidiger des EHF Challenge Cups war der rumänische Verein C.S. Rulmentul Brașov. Der Titelgewinner in der Saison war der serbische Verein  ŽRK Naisa Niš .

## 1. Runde
Es nahmen 8 Teams, die sich vorher für den Wettbewerb qualifiziert hatten, teil. Die Spiele fanden vom 13. Oktober bis 15. Oktober 2006 statt.

### Qualifizierte Teams
| Gruppe A - ŽRK Željezničar Hadžići - H.C. Nuorese - Colégio de Gaia - Uni Ursus Cluj | Gruppe B - CJF Fleury les Aubrais - Panathlitikos Sykeon - Üsküdar B. S. K. Istanbul - Karpaty Uschhorod |

### Gruppe A
Das Turnier der Gruppe A fand vom 13. Oktober bis zum 15. Oktober in Cluj, Rumänien statt.
Der Tabellenerste und -zweite qualifizierte sich für die 2. Runde. Die zwei Letzten schieden aus dem Turnier aus.
| Pl. | Mannschaft              | Sp. | S | U | N | T   | GT | Diff | Pkt   |
| --- | ----------------------- | --- | - | - | - | --- | -- | ---- | ----- |
| 1.  | Uni Ursus Cluj          | 3   | 3 | 0 | 0 | 117 | 73 | +44  | 6 : 0 |
| 2.  | H.C. Nuorese            | 3   | 1 | 0 | 2 | 82  | 90 | -8   | 2 : 4 |
| 3.  | Colégio de Gaia         | 3   | 1 | 0 | 2 | 74  | 98 | −24  | 2 : 4 |
| 4.  | ŽRK Željezničar Hadžići | 3   | 1 | 0 | 2 | 85  | 97 | −12  | 2 : 4 |

| 13. Oktober 2006, 17:00 Uhr in Cluj | 1000 Zuschauer Spielbericht | Uni Ursus Cluj          | 44 : 20 (22 : 11) | Colégio de Gaia         |
| 13. Oktober 2006, 19:00 Uhr in Cluj | 1000 Zuschauer Spielbericht | H.C. Nuorese            | 32 : 28 (14 : 13) | ŽRK Željezničar Hadžići |
| 14. Oktober 2006, 17:00 Uhr in Cluj | 1000 Zuschauer Spielbericht | ŽRK Željezničar Hadžići | 26 : 37 (17 : 17) | Uni Ursus Cluj          |
| 14. Oktober 2006, 19:00 Uhr in Cluj | 700 Zuschauer Spielbericht  | Colégio de Gaia         | 26 : 23 (13 : 11) | H.C. Nuorese            |
| 15. Oktober 2006, 11:00 Uhr in Cluj | 100 Zuschauer Spielbericht  | Colégio de Gaia         | 28 : 31 (13 : 18) | ŽRK Željezničar Hadžići |
| 15. Oktober 2006, 17:00 Uhr in Cluj | 1000 Zuschauer Spielbericht | Uni Ursus Cluj          | 36 : 27 (18: 11)  | H.C. Nuorese            |

### Gruppe B
Das Turnier der Gruppe A fand vom 13. Oktober bis zum 15. Oktober in Uschhorod, Ukraine statt.
Der Tabellenerste und -zweite qualifizierte sich für die 2. Runde. Die zwei Letzten schieden aus dem Turnier aus.
| Pl. | Mannschaft                | Sp. | S | U | N | T  | GT | Diff | Pkt   |
| --- | ------------------------- | --- | - | - | - | -- | -- | ---- | ----- |
| 1.  | Karpaty Uschhorod         | 3   | 3 | 0 | 0 | 66 | 48 | +18  | 6 : 0 |
| 2.  | CJF Fleury les Aubrais    | 3   | 2 | 0 | 1 | 62 | 49 | +13  | 4 : 2 |
| 3.  | Üsküdar B. S. K. Istanbul | 3   | 1 | 0 | 2 | 57 | 8  | −1   | 2 : 4 |
| 4.  | Panathlitikos Sykeon      | 3   | 0 | 0 | 3 | 0  | 30 | −30  | 0 : 6 |

| 13. Oktober 2006, - Uhr in Uschhorod     | 0 Zuschauer Spielbericht   | Karpaty Uschhorod         | 10 : 0 (- : -)    | Panathlitikos Sykeon      |
| 13. Oktober 2006, 18:00 Uhr in Uschhorod | 350 Zuschauer Spielbericht | CJF Fleury les Aubrais    | 28 : 23 (16 : 11) | Üsküdar B. S. K. Istanbul |
| 14. Oktober 2006, - Uhr in Uschhorod     | 0 Zuschauer Spielbericht   | Panathlitikos Sykeon      | 0: 10 (- : -)     | CJF Fleury les Aubrais    |
| 14. Oktober 2006, 16:00 Uhr in Uschhorod | 600 Zuschauer Spielbericht | Üsküdar B. S. K. Istanbul | 24 : 30 (13 : 17) | Karpaty Uschhorod         |
| 15. Oktober 2006, - Uhr in Uschhorod     | 0 Zuschauer Spielbericht   | Üsküdar B. S. K. Istanbul | 10 : 0 (- : -)    | Panathlitikos Sykeon      |
| 15. Oktober 2006, 11:00 Uhr in Uschhorod | 800 Zuschauer Spielbericht | CJF Fleury les Aubrais    | 24 : 26 (15 : 13) | Karpaty Uschhorod         |

## 2. Runde
Es nahmen die 2 Gruppensieger sowie die 2 Gruppenzweiten der ersten Runde und 8 Teams, die sich vorher für den Wettbewerb qualifiziert hatten, teil. Die Spiele fanden vom 6. Januar – 14. Januar 2007 statt.

### Qualifizierte Teams
| - WAT Atzgersdorf - Etar Veliko 64 Tarnovo - DHK Zora Olomouc - CJF Fleury les Aubrais - GS Elpides Drama - H.C. Nuorese | - KH Vëllaznimi Gjakovë - CS Madeira - Uni Ursus Cluj - ŽRK Kikinda - SKP HK Banská Bystrica - Karpaty Uschhorod |

### Ausgeloste Spiele & Ergebnisse
| Mannschaft 1           | Mannschaft 2           | Hinspiel                      | Rückspiel                     | Gesamt  |
| ---------------------- | ---------------------- | ----------------------------- | ----------------------------- | ------- |
| H.C. Nuorese           | Etar Veliko 64 Tarnovo | 06.01.07                      | 14.01.07                      | 57 : 46 |
| H.C. Nuorese           | Etar Veliko 64 Tarnovo | 33 : 17 (20 : 6)              | 24 : 29 (10 : 14)             | 57 : 46 |
| H.C. Nuorese           | Etar Veliko 64 Tarnovo | Nuoro 300 Zuschauer           | Veliko Tarnovo 1500 Zuschauer | 57 : 46 |
| GS Elpides Drama       | CJF Fleury les Aubrais | 06.01.07                      | 14.01.07                      | 41 : 59 |
| GS Elpides Drama       | CJF Fleury les Aubrais | 22 : 25 (8 : 9)               | 19 : 34 (7 : 16)              | 41 : 59 |
| GS Elpides Drama       | CJF Fleury les Aubrais | Drama 540 Zuschauer           | Orleans 2200 Zuschauer        | 41 : 59 |
| WAT Atzgersdorf        | Karpaty Uschhorod      | 06.01.07                      | 13.01.07                      | 47 : 48 |
| WAT Atzgersdorf        | Karpaty Uschhorod      | 26 : 21 (13 : 8)              | 21 : 27 (15 : 16)             | 47 : 48 |
| WAT Atzgersdorf        | Karpaty Uschhorod      | Wien 520 Zuschauer            | Uschhorod 500 Zuschauer       | 47 : 48 |
| CS Madeira             | Uni Ursus Cluj         | 06.01.07                      | 07.01.07                      | 44 : 77 |
| CS Madeira             | Uni Ursus Cluj         | 25 : 37 (16 : 19)             | 19 : 40 (11 : 18)             | 44 : 77 |
| CS Madeira             | Uni Ursus Cluj         | Madeira 200 Zuschauer         | Madeira 150 Zuschauer         | 44 : 77 |
| SKP HK Banská Bystrica | DHK Zora Olomouc       | 06.01.07                      | 13.01.07                      | 63: 47  |
| SKP HK Banská Bystrica | DHK Zora Olomouc       | 33 : 21 (15 : 13)             | 30 : 26 (15 : 9)              | 63: 47  |
| SKP HK Banská Bystrica | DHK Zora Olomouc       | Banská Bystrica 500 Zuschauer | Olomouc 400 Zuschauer         | 63: 47  |
| ŽRK Kikinda            | KH Vëllaznimi Gjakovë  | 08.01.07                      | 08.01.07                      | 0 : 20  |
| ŽRK Kikinda            | KH Vëllaznimi Gjakovë  | 0 : 10 (- : -)                | 0 : 10 (- : -)                | 0 : 20  |
| ŽRK Kikinda            | KH Vëllaznimi Gjakovë  | - - Zuschauer                 | - - Zuschauer                 | 0 : 20  |

## Achtelfinale
Es nahmen die 6 Sieger der 2. Runde sowie 10 Teams, die sich vorher für den Wettbewerb qualifiziert hatten, teil. Die Spiele fanden vom 17. Februar – 25. Februar 2007 statt.

### Qualifizierte Teams
| - RK Trešnjevka - Cercle Dijon Bourgogne - CJF Fleury les Aubrais (Quali 2. Runde) - H.C. Nuorese (Quali 2. Runde) - Pelplast Handball Salerno - KH Vëllaznimi Gjakovë (Quali 2. Runde) - KS Zgoda Ruda Śląska - C.S. Tomis Constanța | - Municipal HC Roman Neamt - Uni Ursus Cluj (Quali 2. Runde) - ŽRK Naisa Niš - TV Uster - SKP HK Banská Bystrica (Quali 2. Runde) - Trabzon Belediyespor - HC Econom Uni-Energo Lwiw - Karpaty Uschhorod (Quali 2. Runde) |

### Ausgeloste Spiele & Ergebnisse
| Mannschaft 1              | Mannschaft 2             | Hinspiel                          | Rückspiel                     | Gesamt  |
| ------------------------- | ------------------------ | --------------------------------- | ----------------------------- | ------- |
| H.C. Nuorese              | RK Trešnjevka            | 17.02.07                          | 24.02.07                      | 51 : 73 |
| H.C. Nuorese              | RK Trešnjevka            | 22 : 34 (13 : 14)                 | 29 : 39 (13 : 19)             | 51 : 73 |
| H.C. Nuorese              | RK Trešnjevka            | Nuoro 400 Zuschauer               | Zagreb 200 Zuschauer          | 51 : 73 |
| Trabzon Belediyespor      | KS Zgoda Ruda Śląska     | 17.02.07                          | 18.02.07                      | 45 : 74 |
| Trabzon Belediyespor      | KS Zgoda Ruda Śląska     | 27 : 39 (9 : 21)                  | 18 : 35 (8 : 19)              | 45 : 74 |
| Trabzon Belediyespor      | KS Zgoda Ruda Śląska     | Ruda Slask 400 Zuschauer          | Ruda Slask 400 Zuschauer      | 45 : 74 |
| CJF Fleury les Aubrais    | Cercle Dijon Bourgogne   | 17.02.07                          | 25.02.07                      | 55 : 58 |
| CJF Fleury les Aubrais    | Cercle Dijon Bourgogne   | 35 : 25 (19 : 11)                 | 20 : 33 (14 : 15)             | 55 : 58 |
| CJF Fleury les Aubrais    | Cercle Dijon Bourgogne   | Fleury les Aubrais 1500 Zuschauer | Dijon 1500 Zuschauer          | 55 : 58 |
| HC Econom Uni-Energo Lwiw | Uni Ursus Cluj           | 24.02.07                          | 25.02.07                      | 53 : 68 |
| HC Econom Uni-Energo Lwiw | Uni Ursus Cluj           | 26 : 39 (13 : 21)                 | 27 : 29 (11 : 14)             | 53 : 68 |
| HC Econom Uni-Energo Lwiw | Uni Ursus Cluj           | Cluj 1000 Zuschauer               | Cluj 800 Zuschauer            | 53 : 68 |
| Pelplast Handball Salerno | SKP HK Banská Bystrica   | 17.02.07                          | 24.02.07                      | 53 : 56 |
| Pelplast Handball Salerno | SKP HK Banská Bystrica   | 31 : 26 (16 : 15)                 | 22 : 30 (11 : 15)             | 53 : 56 |
| Pelplast Handball Salerno | SKP HK Banská Bystrica   | Salerno 500 Zuschauer             | Banská Bystrica 900 Zuschauer | 53 : 56 |
| ŽRK Naisa Niš             | KH Vëllaznimi Gjakovë    | 23.02.07                          | 24.02.07                      | 88 : 27 |
| ŽRK Naisa Niš             | KH Vëllaznimi Gjakovë    | 42 : 14 (27 : 2)                  | 46 : 13 (25 : 4)              | 88 : 27 |
| ŽRK Naisa Niš             | KH Vëllaznimi Gjakovë    | Tatabanya 100 Zuschauer           | Tatabanya 50 Zuschauer        | 88 : 27 |
| TV Uster                  | C.S. Tomis Constanța     | 17.02.07                          | 18.02.07                      | 48 : 75 |
| TV Uster                  | C.S. Tomis Constanța     | 24 : 40 (7 : 20)                  | 24 : 35 (7 : 17)              | 48 : 75 |
| TV Uster                  | C.S. Tomis Constanța     | Konstanza 1000 Zuschauer          | Konstanza 1100 Zuschauer      | 48 : 75 |
| Karpaty Uschhorod         | Municipal HC Roman Neamt | 18.02.07                          | 24.02.07                      | 40 : 60 |
| Karpaty Uschhorod         | Municipal HC Roman Neamt | 20 : 28 (6 : 19)                  | 20 : 32 (11 : 16)             | 40 : 60 |
| Karpaty Uschhorod         | Municipal HC Roman Neamt | Uschhorod 900 Zuschauer           | Roman 400 Zuschauer           | 40 : 60 |

## Viertelfinale
Es nahmen die 8 Sieger des Achtelfinales teil. Die Spiele fanden vom 17. – 25. März 2007 statt.

### Qualifizierte Teams
| - RK Trešnjevka - Cercle Dijon Bourgogne - KS Zgoda Ruda Śląska - C.S. Tomis Constanța | - Municipal HC Roman Neamt - Uni Ursus Cluj - ŽRK Naisa Niš - SKP HK Banská Bystrica |

### Ausgeloste Spiele & Ergebnisse
| Mannschaft 1             | Mannschaft 2           | Hinspiel             | Rückspiel                     | Gesamt  |
| ------------------------ | ---------------------- | -------------------- | ----------------------------- | ------- |
| RK Trešnjevka            | KS Zgoda Ruda Śląska   | 17.03.07             | 24.03.07                      | 52 : 48 |
| RK Trešnjevka            | KS Zgoda Ruda Śląska   | 25 : 23 (12 : 13)    | 27 : 25 (10 : 12)             | 52 : 48 |
| RK Trešnjevka            | KS Zgoda Ruda Śląska   | Zagreb 200 Zuschauer | Ruda Slask 500 Zuschauer      | 52 : 48 |
| ŽRK Naisa Niš            | SKP HK Banská Bystrica | 17.03.07             | 24.03.07                      | 55 : 49 |
| ŽRK Naisa Niš            | SKP HK Banská Bystrica | 30 : 27 (14 : 14)    | 25 : 22 (13 : 10)             | 55 : 49 |
| ŽRK Naisa Niš            | SKP HK Banská Bystrica | Niš 1000 Zuschauer   | Banská Bystrica 700 Zuschauer | 55 : 49 |
| Uni Ursus Cluj           | C.S. Tomis Constanța   | 17.03.07             | 25.03.07                      | 61 : 49 |
| Uni Ursus Cluj           | C.S. Tomis Constanța   | 34 : 21 (16 : 14)    | 27 : 28 (14 : 15)             | 61 : 49 |
| Uni Ursus Cluj           | C.S. Tomis Constanța   | Cluj 1500 Zuschauer  | Konstanza 500 Zuschauer       | 61 : 49 |
| Municipal HC Roman Neamt | Cercle Dijon Bourgogne | 18.03.07             | 25.03.07                      | 47 : 41 |
| Municipal HC Roman Neamt | Cercle Dijon Bourgogne | 24 : 18 (12 : 7)     | 23 : 23 (11 : 9)              | 47 : 41 |
| Municipal HC Roman Neamt | Cercle Dijon Bourgogne | Roman 400 Zuschauer  | Dijon 2800 Zuschauer          | 47 : 41 |

## Halbfinale
Es nahmen die 4 Sieger aus dem Viertelfinale teil. Die Spiele fanden vom 14. bis 22. April 2007 statt.

### Qualifizierte Teams
| - RK Trešnjevka - Municipal HC Roman Neamt | - Uni Ursus Cluj - ŽRK Naisa Niš |

### Ausgeloste Spiele & Ergebnisse
| Mannschaft 1   | Mannschaft 2             | Hinspiel            | Rückspiel            | Gesamt  |
| -------------- | ------------------------ | ------------------- | -------------------- | ------- |
| ŽRK Naisa Niš  | Municipal HC Roman Neamt | 14.04.07            | 22.04.07             | 43 : 43 |
| ŽRK Naisa Niš  | Municipal HC Roman Neamt | 23 : 19 (12 : 9)    | 20 : 24 (8 : 12)     | 43 : 43 |
| ŽRK Naisa Niš  | Municipal HC Roman Neamt | Niš 3500 Zuschauer  | Roman 400 Zuschauer  | 43 : 43 |
| Uni Ursus Cluj | RK Trešnjevka            | 14.04.07            | 21.04.07             | 65 : 57 |
| Uni Ursus Cluj | RK Trešnjevka            | 32 : 30 (17 : 15)   | 33 : 27 (13 : 11)    | 65 : 57 |
| Uni Ursus Cluj | RK Trešnjevka            | Cluj 1800 Zuschauer | Zagreb 800 Zuschauer | 65 : 57 |

## Finale
Es nahmen die 2 Sieger aus dem Halbfinale teil. Das Hinspiel fand am 12. Mai 2007 statt. Das Rückspiel fand am 20. Mai 2007 statt.

### Qualifizierte Teams
| - Uni Ursus Cluj | - ŽRK Naisa Niš |

### Ausgeloste Spiele & Ergebnisse
| Mannschaft 1   | Mannschaft 2  | Hinspiel            | Rückspiel          | Gesamt  |
| -------------- | ------------- | ------------------- | ------------------ | ------- |
| Uni Ursus Cluj | ŽRK Naisa Niš | 12.05.07            | 20.05.07           | 53 : 53 |
| Uni Ursus Cluj | ŽRK Naisa Niš | 32 : 23 (14 : 13)   | 21 : 30 (11 : 17)  | 53 : 53 |
| Uni Ursus Cluj | ŽRK Naisa Niš | Cluj 3000 Zuschauer | Niš 5000 Zuschauer | 53 : 53 |